# Dood aan Gandhi!
Dood aan Gandhi! is een spionageroman van auteur Gérard de Villiers en is het 81e deel uit de S.A.S.-reeks met als protagonist de Oostenrijkse prins en freelance CIA-agent Malko Linge.

## Het verhaal
De dochter van Indira Gandhi wordt vermoord door haar Sikh-lijfwachten als wraak op Operatie Blue Star tegen militante Sikhs in de provincie Punjab. Deze lijfwachten worden echter enkele dagen na de aanslag zelf ook vermoord.
De CIA vermoedt een complot en stuurt Malko naar de Indiaanse hoofdstad New Delhi waar Malko op het spoor komt van een sinistere samenzwering om Indira Gandhi te vermoorden. Aan Malko de taak deze aaslag te voorkomen. Gelukkig biedt India niet slechts kommer en kwel: het is ook het land van de Kama Sutra.